# العلاقات الموريشيوسية النيوزيلندية
العلاقات الموريشيوسية النيوزيلندية هي العلاقات الثنائية التي تجمع بين موريشيوس ونيوزيلندا.

## مقارنة بين البلدين
هذه مقارنة عامة ومرجعية للدولتين:
| وجه المقارنة                                              | موريشيوس                 | نيوزيلندا                                              |
| --------------------------------------------------------- | ------------------------ | ------------------------------------------------------ |
| المساحة (كم2)                                             | 2.04 ألف                 | 268.02 ألف                                             |
| عدد السكان (نسمة)                                         | 1.26 مليون               | 4.24 مليون                                             |
| الكثافة السكانية (ن./كم²)                                 | 617.65                   | 15.82                                                  |
| العاصمة                                                   | بورت لويس                | ويلينغتون، أوكلاند                                     |
| اللغة الرسمية                                             | لغة إنجليزية، لغة فرنسية | لغة إنجليزية، اللغة الماورية، لغة الإشارة النيوزيلندية |
| العملة                                                    | روبي موريشي              | دولار نيوزيلندي، الجنيه النيوزيلندي                    |
| الناتج المحلي الإجمالي (بليون دولار)                      | 13.34 مليار              | 205.85 مليار                                           |
| الناتج المحلي الإجمالي (تعادل القوة الشرائية) بليون دولار | 25.36 مليار              |                                                        |
| الناتج المحلي الإجمالي الاسمي للفرد دولار أمريكي          | 9.25 ألف                 |                                                        |
| الناتج المحلي الإجمالي للفرد دولار أمريكي                 | 18.59 ألف                |                                                        |
| مؤشر التنمية البشرية                                      | 0.777                    | 0.914                                                  |
| رمز المكالمات الدولي                                      | +230                     | +64                                                    |
| رمز الإنترنت                                              | .mu                      | .nz                                                    |
| المنطقة الزمنية                                           | ت ع م+04:00              | ت ع م+13:00، ت ع م+12:00                               |

## منظمات دولية مشتركة
يشترك البلدان في عضوية مجموعة من المنظمات الدولية، منها:
| علم المنظمة | اسم المنظمة                               | تاريخ انضمام موريشيوس | تاريخ انضمام نيوزيلندا |
| ----------- | ----------------------------------------- | --------------------- | ---------------------- |
|             | البنك الدولي للإنشاء والتعمير             | 23 سبتمبر 1968        | 31 أغسطس 1961          |
|             | منظمة التجارة العالمية                    | ?                     | ?                      |
|             | المركز الدولي لتسوية المنازعات الاستشارية | 2 يوليو 1969          | 2 مايو 1980            |
|             | منظمة حظر الأسلحة الكيميائية              | ?                     | ?                      |
|             | الفريق المعني برصد الأرض                  | ?                     | ?                      |
|             | المنظمة الهيدروغرافية الدولية             | ?                     | ?                      |
|             | الأمم المتحدة                             | 24 أبريل 1968         | 24 أكتوبر 1945         |
|             | منظمة الشرطة الجنائية الدولية             | ?                     | ?                      |
|             | وكالة ضمان الاستثمار متعدد الأطراف        | 28 ديسمبر 1990        | 22 أبريل 2008          |
|             | يونسكو                                    | 25 أكتوبر 1968        | 4 نوفمبر 1946          |
|             | مؤسسة التنمية الدولية                     | 23 سبتمبر 1968        | 1 أكتوبر 1974          |
|             | مؤسسة التمويل الدولية                     | 23 سبتمبر 1968        | 31 أغسطس 1961          |
|             | الاتحاد البريدي العالمي                   | ?                     | ?                      |
|             | دول الكومنولث                             | ?                     | ?                      |
|             | الاتحاد الدولي للاتصالات                  | 30 أغسطس 1969         | 3 يونيو 1878           |

## وصلات خارجية
- موقع وزارة الخارجية النيوزيلندية